# Parafia św. Jana Teologa w Kopytowie
Parafia św. Jana Teologa – parafia prawosławna w Kopytowie, w dekanacie Terespol diecezji lubelsko-chełmskiej.
Na terenie parafii funkcjonuje 1 cerkiew i 1 kaplica:
- cerkiew św. Jana Teologa w Kopytowie – parafialna
- kaplica św. Jana Teologa w Kopytowie – cmentarna

## Historia

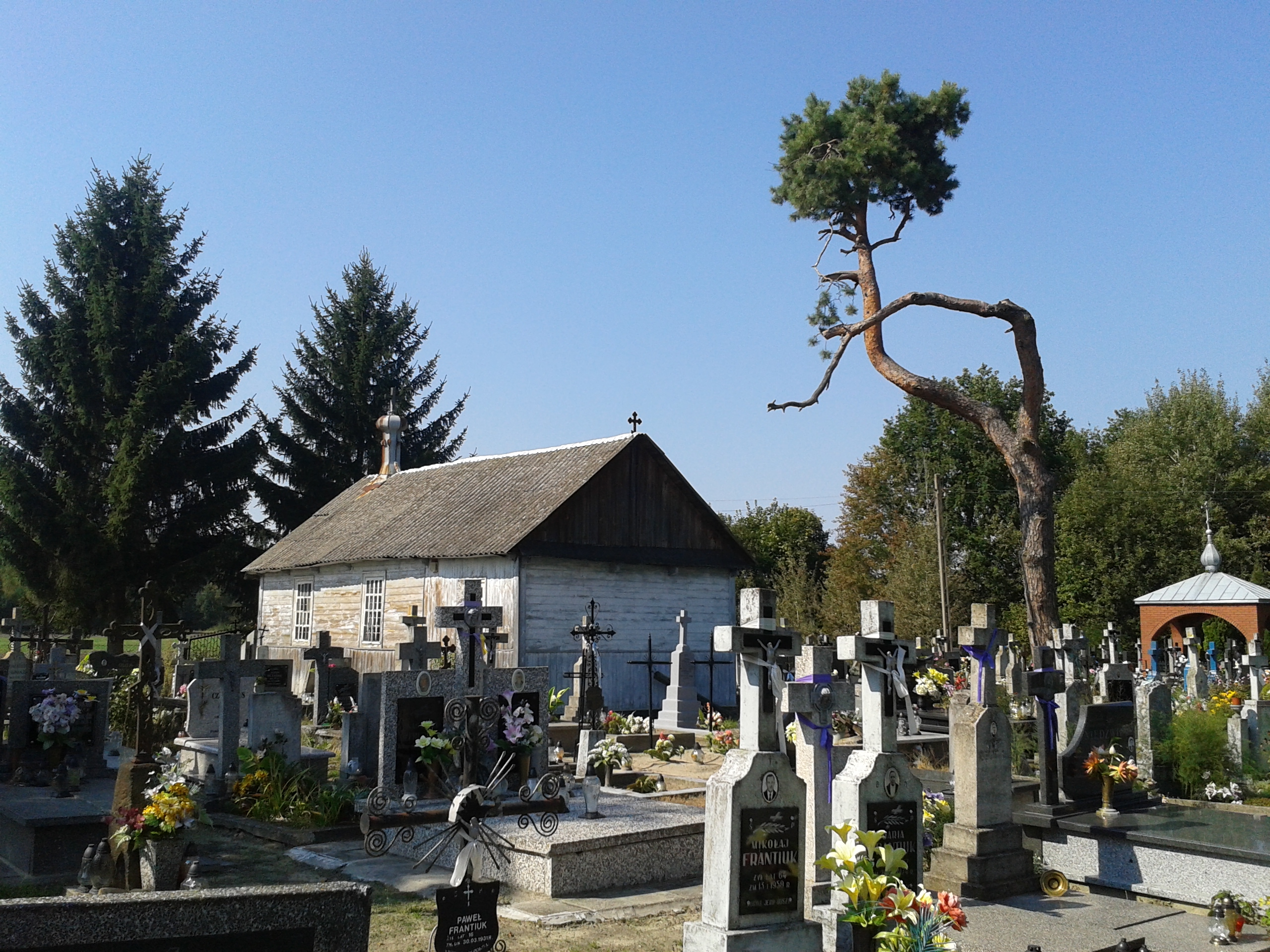
Kaplica cmentarna w Kopytowie

Parafia powstała w XVI w. W latach 1619–1875 unicka, następnie po likwidacji unickiej diecezji chełmskiej (1875–1915) znów prawosławna. Reaktywowana w 1920 jako parafia nieetatowa; zlikwidowana w 1947 wskutek wysiedlenia ludności w ramach akcji „Wisła”. Wznowienie działalności (jako placówki filialnej parafii w Kodniu) nastąpiło w 1957. Od 1972 samodzielna parafia; w 1992 weszła w skład dekanatu Terespol. W swojej historii wchodziła w skład dekanatów: brzeskiego (1720–1795), kodeńskiego (1837–1875), bialskiego (1875–1914), włodawskiego (1972–1992).
Pierwsza cerkiew istniała do lat 70. XIX w. W 1875, bezpośrednio po likwidacji unii na południowym Podlasiu, z inicjatywy władz carskich wzniesiono nową drewnianą świątynię, która uległa zniszczeniu w czasie I wojny światowej (na jej miejscu znajduje się obecnie rzymskokatolicki kościół Zmartwychwstania Pańskiego). Na początku lat 30. XX w. zbudowano na miejscowym cmentarzu prawosławnym drewnianą kaplicę, która przez ponad 60 lat była jedyną we wsi świątynią prawosławną. Obecna cerkiew parafialna powstała w latach 1996–1998 z adaptacji dawnego budynku mieszkalnego, do którego dobudowano wieżę-dzwonnicę, prezbiterium i dwie zakrystie. Konsekracja świątyni miała miejsce 9 sierpnia 1998.
W 2016 w pobliżu cerkwi rozpoczęto budowę domu parafialnego. Budowane jest też ogrodzenie parafialnego cmentarza.

## Zasięg terytorialny
Kopytów, Kopytów-Kolonia, Zagacie, Wołoszki

## Wykaz proboszczów
- 1875–1887 – ks. Jozafat Urban
- 1901–1914 – ks. Hilarion Jaczyński
- 1972–1989 – ks. Aleksy Subotko
- 1989–2000 – ks. Jerzy Ignaciuk
- 2000–2005 – ks. Wiaczesław Skiepko
- 2005 – ks. Jarosław Łoś
- 2005–2010 – ks. Wiaczesław Skiepko
- 2010–2013 – ks. Marcin Chyl
- 2013–2016 – ks. Jarosław Łoś
- od 2016 – ks. Tomasz Wołosik